# سماد عضوي

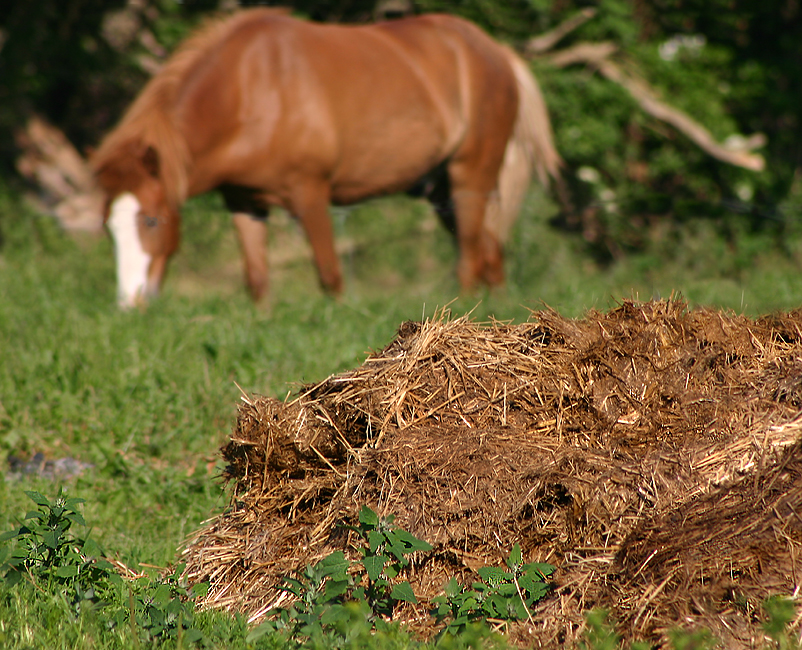

الأسمدة العضوية أو  المخصبات العضوية هي المخصبات التي تأتي من مصادر حيوية طبيعيًا (مثل السماد الخليط). هذه الأسمدة هي أساس الزراعة العضوية والتي تُحددها معايير الزراعة العضوية. الأسمدة العضوية هي التي تأتي طبيعيًا دون اللجوء إلى الإضافات الصناعية وتشمل السماد، والطين، والسبائك الدودية، الجفت، والأعشاب البحرية، والحمض الدبالي، والذرق الطائر. وكانت مياه المجاري تستخدم في العمليات الزراعية العضوية في عديد الدول ومنها الولايات المتحدة ولكنها أصبحت محدودة جدا ونادرة نظرا لحظر وزارة الزراعة الأميركية (وتبعتها بقية الدول) لتلك الممارسة (بسبب تراكم المعادن السامة، وانتقال الأمراض المعدية من بين عوامل أخرى). أما الأسمدة العضوية المصنّعة فهي تشمل أنواعاً من السماد، ومساحيق الريش والسمك.كما أن تحلّل بقايا المحاصيل (السماد الأخضر) من السنوات السابقة هو مصدر آخر لخصوبة التربة. تعتبر الأسمدة أو المخصبات الحيوية مصادر غذائية للنبات رخيصة الثمن بديلا عن استخدام الأسمدة المعدنية والتي لها الأثر في تلوّث البيئة سواء كان للتربة أو المياه عند الإسراف في استخدامها. وتنتج هذه المخصّبات من الكائنات الحية الدقيقة وتستعمل لقاحًا حيث تُضاف إلى التربة الزراعية أما نثرا أو بخلطها مع التربة أو بخلطها مع بذور النبات عند الزراعة.

## أنواع المخصبات الحيوية
مخصبات تقوم بتثبيت النتروجين الجوي سواء تكافليا أو غير تكافليا وتوفر (25%) من الأسمدة النتروجينية. ومن أمثلتها (السيريالين – الريزوباكترين- البيوجين –الأزولا).
مخصبات تقوم بإذابة ومعدنة الفوسفات العضوية وتحوّلها من الصورة غير الصالحة إلى صورة ميّسرة قابلة للأمتصاص بواسطة النبات مثل الفوسفورين وتوفر (50) من الأسمدة الفوسفاتية.

### حمأة الصرف الصحي المعالجة
المقال الرئيسي: مواد صلبة حيوية
حمأة الصرف الصحي بعد معالجتها لتصبح امنة من الناحية البيولوجية، وتستخدم بكثرة لزراعة المحاصيل العلفية أو الغابات أو في تحسين التربة. يحظر نظام العضوي الوطني في وزارة الزراعة الأمريكية استخدام الحمأة المعالجة في الإنتاج الزراعي.

## فوائد التسميد الحيوي
ويتحقق بالمخصبات الحيوية فوائد عديدة عند استخدامها كبدائل للأسمدة الكيماوية ومنها :
1- إعادة توازن الميكروبات بالتربة وتنشيط العمليات الحيوية بها.
2- ترشيد استخدام الأسمدة المعدنية والحد من تلوث البيئة.
3- زيادة الإنتاجية المحصولية والجودة العالية الخالية من الكيماويات.
ويعتبر التسميد الحيوي عنصر هام من عناصر تقليل الضرر الناتج عن استخدام الأسمدة الكيماوية ويسد جزء كبير من الاحتياجات السمادية ويوفّر القدر الكبير الذي ينفق في إنتاجها ويساعد على تقليل الطاقة المستخدمة في إنتاجها. كما أن كثير من المزروعات البقولية ترتبط باستخدام المخصبات الحيوية وهذا يزيد من كمية البروتينات التي يحتاجها الإنسان وبذلك يحصل التوازن في مكونات الغذاء بأقل التكاليف ودون تلوّث للبيئة.

## المخصبات الحيوية
ومن أمثلة المخصبات الحيوية المستخدمة حاليا في الزراعة العضوية بمصر والتي تنتجها وحدة المخصبات الحيوية في مركز البحوث الزراعية هي :
1- بلوجين
مخصب حيوي يحتوي على الطحالب الخضراء المزرقة القادرة على تثبيت النيتروجين الجوي في أجسامها بتحويله إلى مركبات آزوتية يمكن للنبات الاستفادة منها ويوفر ما مقداره 15 كجم أزوت /للفدان.
2- ميكروبين
مخصب حيوي مركب يتكون من مجموعة كبيرة من الكائنات الحية الدقيقة التي تزيد من خصوبة التربة ويقلل من معدلات إضافة الأسمدة الآزوتية والفوسفاتية والعناصر الصغرى بما لا يقل عن 25% ويحد من مشكلات التلوث البيئي ويضاف إلى التقاوى السابق معاملتها بالمبيدات والمطهرات الفطرية.
3- فوسفورين
مخصب فسفوري حيوي يحتوي على بكتيريا نشطة جداً في تحويل الفوسفات الثلاثي الكالسيوم غير الميسر والمتواجد في الأراضي المصرية بتركيزات عالية نتيجة للاستخدام المركّز للأسمدة الفوسفاتية وتحوله إلى فوسفات أحادي ميسر للنبات ويضاف عقب الزراعة وأثناء وجود النبات بالحقل.
4- سيريالين
يستخدم في التسميد الحيوي للمحاصيل النجيلية مثل (القمح- الشعير -الأرز - الذرة) المحاصيل الدنيبة مثل (السمسم وعباد الشمس) – والسكرية مثل (بنجر السكر وقصب السكر) وهو يقلل من استخدام المعدنية بمقدار 10-25% من المقررات السمادية للفدان.
5- نتروبين
مخصب حيوب آزوتي لجميع المحاصيل الحقلية والفاكهة والخضر فهو يحتوي على بكتيريا مثبّتة للآزوت الجوي ويوفر 35% من كمية الأسمدة الآزوتية المستخدمة.
6- العقدين
مخصب حيوي آزوتى للمحاصيل البقولية الصيفية مثل (فول الصويا- الفول السوداني- اللوبياء -الفاصولياء) والمحاصيل البقولية الشتوية (فول بلدى - برسيم - عدس- حلبة - فاصوليا- بسلة - ترمس). ويُخلط مع التقاوى قبل الزراعة مباشرة.
7- أسكورين
منشط نمو طبيعي للمحاصيل الحقلية والخضر والفاكهة وتحتوي على مواد عضوية مغذية للنبات بنسبة 62%. يوفر 25% من المقرارات السمادية
الآزوتية الموصى بها.
8- ريزوباكثيرين
مخصب حيوي فعال يستخدم في المحاصيل الحقلية والخضر والفاكهة ويحتوي على أعداد عالية من البكتيريا المثبتة للآزوت الجوي تكافليا ولا تكافليا والمحملة على Peat Moss. ويوفر كمية السماد الآزوتي الكيماوي المقررة للفدان بنسبة من 25% للنبات غير البقولي، 85% للنبات البقولي.
9- النماليس
مخصب ومبيد حيوي للقضاء على النيماتودا. ومن مميزاته :
- القضاء على يرقات وبويضات النيماتودا.
- زيادة خصوبة التربة.
- رخص تكاليف المقاومة.
- عدم التأثير على الكائنات الحية الدقيقة النافعة للتربة.
- الحفاظ على نظافة البيئة.

10-الآزولا.. وهي من النباتات الأولية التي تتعايش معها الطحالب الخضراء المزرقة المثبتة للآزوت الجوي وتنمو على سطح المياه في حقول الأرز وتوفرها وزارة الزراعة بكميات كبيرة في محافظات زراعة الأرز بمصر.

## اقرأ أيضاً
- زبل
- إعادة استعمال الفضلات